# Yoani Sánchez
Yoani María Sánchez Cordero (La Habana, 4 de septiembre de 1975) es una filóloga y periodista cubana conocida por su blog Generación Y, donde hace una descripción crítica de su país. Generación Y, que según ella misma menciona, estuvo bloqueado en Cuba, es el blog de ese país con más seguidores: traducido a diecisiete idiomas por un equipo de voluntarios, llega a tener más de catorce millones de accesos al mes e inspira miles de comentarios.
Ella y su página personal han sido galardonados con numerosos premios y distinciones: el diario español El País le concedió en 2008 el Premio Ortega y Gasset de periodismo, en el apartado de periodismo digital; la revista Time la seleccionó en 2008 entre las cien personas más influyentes del mundo; Generación Y fue elegido por Time y la cadena estadounidense CNN entre los veinticinco mejores blogs del mundo; asimismo, ganó el concurso The BOBs de la Deutsche Welle; además, ha sido la primera bloguera en obtener un premio Maria Moors Cabot, en 2009. No obstante, la naturaleza real de su popularidad en las redes sociales se ha puesto en duda.
Sánchez defiende que en Cuba son necesarios ciertos cambios políticos y económicos para que sus ciudadanos puedan disponer de mayor bienestar y alcanzar la realización personal. También destaca por su actividad en la promoción de la blogosfera alternativa cubana y por su denuncia de la violación de los derechos humanos en su patria. Su blog ha sido elogiado por diversos líderes mundiales, como el presidente estadounidense Barack Obama. El día 21 de mayo 2014 Yoani Sánchez lanzó una página web 14ymedio, un periódico digital.

## Biografía

### Infancia
Yoani María Sánchez Cordero, una de las dos hijas de los militantes comunistas William Sánchez y María Eumelia Cordero, nació en el municipio de Centro Habana en la ciudad de La Habana. Cuenta en su bitácora que su padre trabajó en los ferrocarriles estatales, tal como había hecho anteriormente su abuelo, primero como operario y más tarde como maquinista. Cuando el sistema de ferrocarriles de Cuba entró en crisis tras el colapso del comunismo en Europa, William Sánchez se encontró sin trabajo como muchos de sus colegas y se dedicó a reparar bicicletas. Su madre trabaja en una base de taxis. Asistió al colegio y realizó el bachillerato en Centro Habana y, como otros niños, tuvo que pasar por las escuelas de campo, que describe críticamente en su blog.

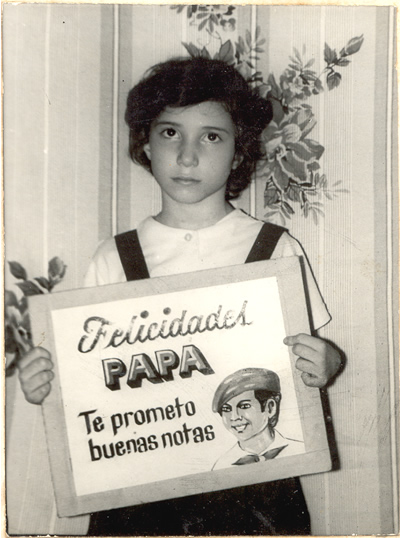
Yoani Sánchez, con una felicitación para su padre, en 1982, a la edad de 7 años

### Formación
Realizó dos cursos de la especialidad Español-Literatura en el Instituto Pedagógico y a principios de los años 1990 conoció a Reinaldo Escobar. Con este disidente, experiodista de Juventud Rebelde, 28 años mayor que ella, pasaría a compartir su vida y tendría en 1995 su hijo Teo.
Después de dar a luz se incorporó a la Facultad de Artes y Letras, donde estudió Filología Hispánica, especializándose en literatura latinoamericana contemporánea. Se graduó en
2000 de la Universidad de La Habana tras presentar una polémica tesis titulada Palabras bajo presión. Un estudio sobre la literatura de la dictadura en Latinoamérica. Parte del tribunal opinó que Sánchez establecía un paralelismo provocador entre la máxima autoridad cubana y los caudillos y dictadores latinoamericanos.
En septiembre de ese año consiguió un trabajo en la Editorial Gente Nueva, dedicada a literatura infantil. Era la época en que Cuba atravesaba el Periodo especial, una agudísima crisis económica provocada por el fin de los subsidios de la Unión Soviética cuando se produjo el hundimiento de ésta. Tras un corto periodo en la editorial, pidió la baja y se dedicó a enseñar español a turistas alemanes, con lo que decía ganar más que con su sueldo anterior; muchos profesionales y titulados, debido a la crisis, hicieron por entonces cambios de profesión semejantes.
En 2002 emigró a Suiza y residió durante dos años en Zúrich. Volvió a Cuba en verano de 2004 con un permiso temporal de visita familiar de dos semanas. Había perdido el derecho a residir en su patria por haber estado en el extranjero durante más de once meses sin un permiso especial, como exige la legislación cubana. Para evitar que la obligasen a tomar un avión de vuelta a Europa, destruyó su pasaporte y pudo así volver a establecerse en La Habana.
Ese mismo año fundó, junto a otros compañeros, el magacín Consenso y tres años después trabajaba como webmaster, escritora y editorialista para el portal Desde Cuba. En abril de 2007 inició allí su propio blog, Generación Y.
Además de escribir su blog, Sánchez colabora con The Huffington Post, un periódico en línea y agregador clasificado como el blog más enlazado en Internet. También tiene una columna quincenal en el periódico español El País y colabora con otros medios de prensa extranjeros, como Clarín, The Miami Herald y The Washington Post.

## Actividad política

### Año 2008

#### Bloqueo del acceso aGeneración Y
Entre el 23 y el 24 de febrero, La Habana recibió gran cantidad de periodistas internacionales para informar sobre la elección de un nuevo presidente cubano. Muchos aprovecharon para entrevistar a Yoani Sánchez y escribir reportajes sobre ella en medios de comunicación de gran tirada,  como The New York Times, Die Zeit, Newsweek, The Washington Post, Al Jazeera y Reporteros sin Fronteras, además de las televisiones alemana y española. Por esas mismas fechas, al tiempo que decidían autorizar la venta de ordenadores, las autoridades bloquearon el acceso desde Cuba a Generación Y, el blog más leído del país. Cuando se intentaba acceder a la página, que el anterior mes había recibido 1,2 millones de visitas, aparecía un mensaje de error de descarga. A partir de entonces, Sánchez se autodefinió como una «bloguera ciega» por no poder ver su obra en línea. El mantenimiento de su página fue posible gracias a voluntarios localizados fuera de Cuba, a los que les enviaba sus post, empleando el correo electrónico o bien dictándolos por teléfono.

#### Críticas de Fidel Castro

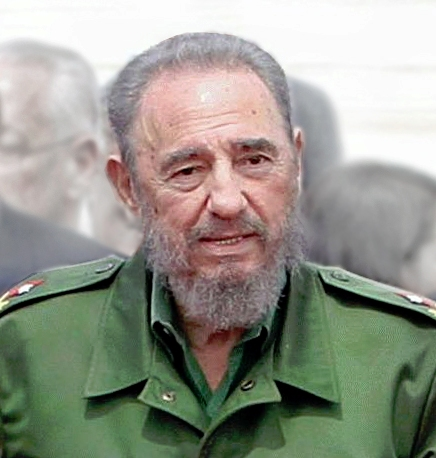
Fidel Castro definió a Yoani Sánchez como «una joven cubana que realiza una labor de zapa y prensa neocolonial de la antigua metrópoli española que la premia» (prólogo del libro Fidel, Bolivia y algo más).

Fidel Castro firmó el 4 de junio el prólogo del libro Fidel, Bolivia y algo más, que recibió como obsequio del presidente boliviano Evo Morales. En ese prólogo, Castro citó varias frases empleadas por Sánchez en una entrevista a la agencia mexicana Notimex y se refirió a ella, sin nombrarla, como «una joven cubana» que realiza una «labor de zapa y prensa neocolonial de la antigua metrópoli española que la premia», aludiendo al Ortega y Gasset de periodismo digital que le había sido otorgado por el diario El País.
La bloguera, a quien un mes antes las autoridades de La Habana le habían negado el permiso para viajar a Madrid con el fin de recoger el premio, contestó con un post ilustrado con la foto de un viejo televisor a cuyo pie se podía leer «Algunos viejos instrumentos de la era soviética se resisten a morir».
En él, Sánchez indicaba que se sentía atacada por «alguien con un poder infinitamente superior al mío, con más del doble de mi edad» y reconducía la réplica a la página personal de su marido Reinaldo Escobar, quien reprochaba a Castro que hubiera condecorado a «corruptos, dictadores y asesinos»,  al haber concedido «la Orden José Martí a Nicolae Ceaușescu, Gustáv Husák, Mengistu Haile Mariam, Robert Mugabe o Erich Honecker, entre otros.»

#### Solidaridad con el músico Gorki Águila
Yoani Sánchez mostró su solidaridad con Gorki Águila, cantante de Porno para Ricardo —conjunto de punk-rock caracterizado por sus letras obscenas y abiertamente hirientes contra los máximos dirigentes políticos—, que había sido arrestado el 25 de agosto de 2008 bajo la acusación de «peligrosidad social predelictiva». Lo hizo durante el concierto que dio exactamente cuatro meses después Pablo Milanés en la Tribuna Antiimperialista de La Habana, al que asistió acompañada de un amigo llamado Emilio y los miembros de Porno para Ricardo Hebert González, Ciro Díaz y su novia, Claudia Cadelo, que con el tiempo se convertiría en una de las ciberdisidentes más conocidas de Cuba y recibiría el premio Una Isla Virtual en su primera edición en los apartados de «mejor blog» y «blog más popular» gracias a su bitácora Octavo Cerco.
El grupo aprovechó unos minutos de silencio entre dos canciones para desplegar una pancarta con la palabra «Gorki», mientras miembros de la seguridad del estado vestidos de civil procedían a detenerlos y a destruir la pancarta. Aunque resultó golpeada, Yoani logró huir; no así Ciro y Claudia, que fueron conducidos a dependencias policiales.

#### Cita con la seguridad del estado
Debido a su participación en la organización de un encuentro de blogueros, el 3 de diciembre Yoani Sánchez recibió una citación para presentarse ante la Policía Nacional Revolucionaria, dos agentes de seguridad le notificaron lo siguiente:

Queremos advertirle que usted ha transgredido todos los límites de tolerancia con su acercamiento y contacto con elementos de la contrarrevolución. Eso la descalifica totalmente para dialogar con las autoridades cubanas. La actividad prevista para los próximos días no puede ser realizada. Nosotros, por nuestra parte, tomaremos todas las medidas y haremos las denuncias pertinentes y las acciones necesarias. Esta actividad, en los momentos que vive la Nación, de recuperación de dos huracanes, no será permitida.

A pesar de las amenazas los blogueros se reunieron, si bien en Internet en lugar de físicamente.

#### Pregunta pública a Mariela Castro

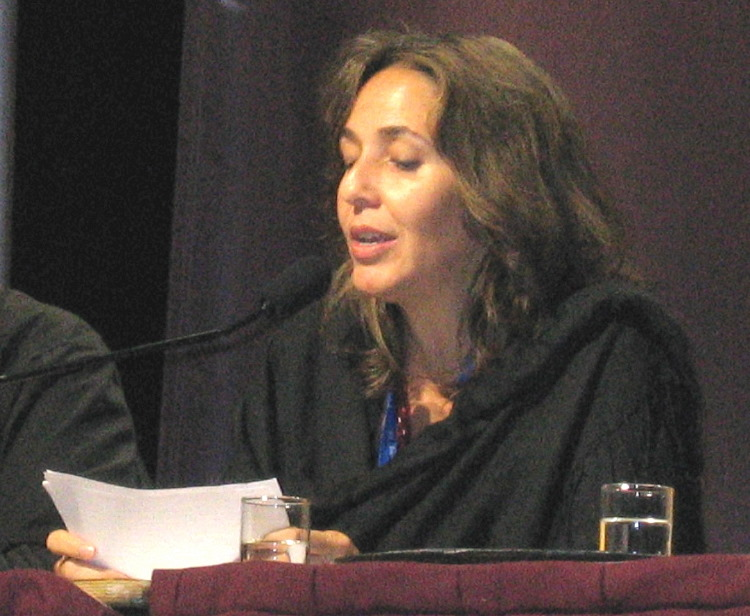
Mariela Castro, psicóloga e hija de Raúl Castro con quien Yoani Sánchez mantuvo una acalorada polémica tras una conferencia sobre sexualidad.

El 9 de diciembre, durante el turno de preguntas en una conferencia sobre sexualidad que Mariela Castro, hija del presidente cubano y directora del Centro Nacional de Educación Sexual (CENESEX) daba en el Museo de Bellas Artes, se produjo un enfrentamiento entre ambas, cuando la bloguera preguntó si la apertura en materia sexual que expresaba en la conferencia se extendería al campo político e ideológico. Luego Mariela Castro escribió en la página web del CENESEX que Yoani se aseguraba «el estipendio» saboteando los esfuerzos que se hacían en favor de los derechos de los cubanos. Yoani replicó a Mariela el mismo día en Generación Y.

### Año 2009
A principios de año, publicó un post en Generación Y donde denunciaba la vigilancia de la entrada de su edificio por hombres del Ministerio del Interior y mencionaba la existencia de turnos rotativos de dos personas cada uno; ilustró el post con unas fotos de los presuntos miembros del ministerio, de paisano, haciendo guardia a la puerta de su casa. Dos días después France 24 se hizo eco de la denuncia.

#### Bienal de La Habana
El 29 de marzo de 2009, en el marco de la X Bienal de La Habana, la artista Tania Bruguera hizo una performance en el Centro Wifredo Lam titulada El susurro de Tatlin. Bruguera intentaba recrear un escenario similar a aquel en el que Fidel Castro dio el discurso de la victoria en 1959, durante el cual una paloma blanca se posó sobre su hombro, y consistía en dejar un micrófono abierto para que dijese lo que quisiese cualquier miembro del público durante un solo minuto, mientras era custodiado por dos personas disfrazadas de militares que le ponían una paloma sobre el hombro.
En cuanto se permitió la participación del público —que abarrotaba la sala, donde estaba presente la televisión cubana y medios de prensa extranjeros, además de personalidades del gobierno— Sánchez tomó inmediatamente el micrófono para realizar una encendida defensa de la libertad de expresión, especialmente en Internet. Su intervención fue seguida por otras del mismo corte de otros miembros del público, incluida la bloguera independiente cubana Claudia Cadelo.
El Comité Organizador de la X Bienal de La Habana expresó su protesta por esta intervención, que fue grabado en vídeo, en una declaración publicada en la revista cultural La Jiribilla, mencionando el hecho como «una provocación contra la Revolución Cubana» de una disidente profesional fabricada por el «poderoso grupo mediático PRISA».

#### Prohibición de acceso a Internet
En mayo, blogueros independientes cubanos informaron de la denegación de acceso de ciudadanos a los cibercafés localizados en los hoteles, que son los más numerosos en Cuba. Eso desató una campaña en la red por el libre acceso de los cubanos a Internet en esos locales. A continuación surgieron informaciones que aseguraban que no existía tal prohibición. En respuesta, Sánchez presentó un video donde intervenían ella y su marido, en el que se puede ver cómo, el 9 de mayo, les denegaban el acceso a Internet en el Hotel Meliá Cohiba, indicándoles que había una resolución que solo permitía dicho acceso a extranjeros, información que fue confirmada por otros medios.
Pocos días después volvió a ser posible el acceso de todos los cubanos a la red en los cibercafés de los hoteles, mientras que en todos los hoteles consultados aseguraban desconocer la existencia de ninguna regulación que prohibiese el acceso de cubanos a Internet. Sánchez consideró que las autoridades se retractaron gracias a las denuncias públicas.
En septiembre, las autoridades cubanas aprobaron legalmente el uso de Internet, que hasta entonces se encontraba restringido, para todos los ciudadanos. No obstante, Reporteros sin Fronteras constató, a principios de 2010, que agentes de seguridad controlan en la puerta de los hoteles la identidad de quienes entraban y las páginas que visitaban.

#### Protesta por negación de permiso de salida
El 10 de julio, agentes de seguridad que argumentaron «impedir el paso a provocadores» no la dejaron entrar a un recital de Pedro Luis Ferrer en el Museo de Artes Decorativas, según denunció la propia Sánchez.
El lunes 12 de octubre, después de que le hubieran negado cuatro veces el permiso de salida del país para recoger los galardones obtenidos en el extranjero, Yoani Sánchez se presentó en la Oficina de Inmigración y Extranjería para preguntar si se le había concedido el permiso que le permitiría recoger la mención especial del Premio Maria Moors Cabot, concedido por la Universidad de Columbia. Ante la nueva negativa, se produjo un agrio intercambio de opiniones con la funcionaria que le comunicó la decisión. En el incidente, que quedó registrado y publicado en un vídeo, realizó una encendida defensa del derecho de los cubanos a viajar libremente.
Posteriormente las autoridades cubanas persistieron en rechazar el permiso de salida para Yoani Sánchez, que sufrió ocho denegaciones.

#### Asistencia a un debate disfrazada

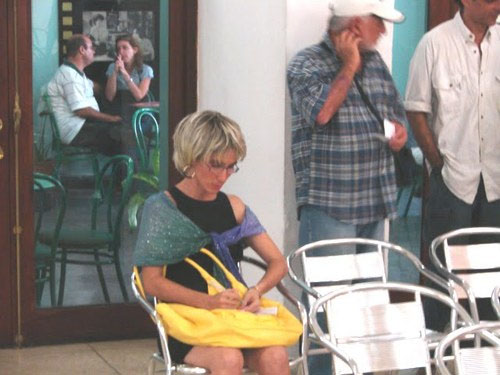
Yoani Sánchez, con peluca y gafas, poco antes de acceder al debate sobre Internet organizado por la revista Temas en octubre de 2009.

El 30 de octubre se celebró un debate público sobre Internet en Cuba, organizado por la revista Temas. A pesar de que en las invitaciones se había indicado que la entrada era libre, las autoridades, a través del Instituto Cubano de Arte e Industria Cinematográfico responsable del local, impidieron el ingreso de varias personas, entre ellos, algunos blogueros cubanos críticos con el gobierno, pero Yoani Sánchez logró entrar disfrazada con una peluca rubia. Cuando le tocó el turno de intervención, que pidió con su nombre y apellido, denunció el filtro ideológico que se aplicaba en el debate, según ella, el mismo que se aplica a Internet en Cuba.

#### Retención y agresión
El 6 de noviembre, cuando Sánchez se dirigía a una manifestación por la paz que se celebraba en La Habana, acompañada del escritor Orlando Luis Pardo, su novia Silvia, y la bloguera Claudia Cadelo, fueron interceptados por tres agentes de la seguridad vestidos de civiles que se bajaron de un coche negro. Yoani y Claudia contaron poco después a numerosos medios de comunicación, incluyendo entrevistas telefónicas concedidas a Radio Televisión Martí, que les ordenaron subir en el auto, a lo que se negaron dado que no les presentaron ninguna orden de arresto. Entonces los agentes introdujeron en el vehículo a la fuerza a Yoani y Orlando, mientras que Claudia y Silvia era llevadas por una patrulla policial. En el interior del coche Orlando fue inmovilizado al tiempo que Yoami era golpeada, mientras le advertían de que había llegado demasiado lejos con sus escritos. Veinte minutos más tarde fueron liberados en lugares alejados de la manifestación, que transcurrió con normalidad.

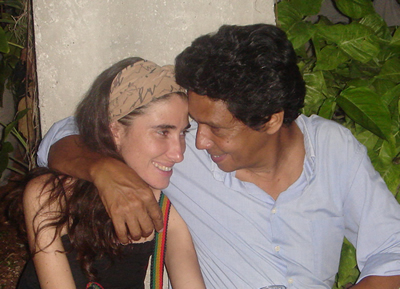
Yoami Sánchez con su marido Reinaldo Escobar.

 Un documento de la Sección de Intereses de los Estados Unidos en La Habana filtrado por Wikileaks describe los acontecimientos, que fueron condenados por el Committe to Protect Bloggers, Human Rights Watch, el Comité para la Protección de los Periodistas, la Sociedad Interamericana de Prensa, Human Rights Foundation, Capitol Hill Cubans, un grupo bipartidista de senadores estadounidenses y el gobierno de los Estados Unidos.
La bloguera identificó al principal atacante con alguien que se hacía llamar «agente Rodney», y publicó en su página las fotos de presuntos agentes que habían custodiado su casa con anterioridad.
Los periodistas oficialistas cubanos negaron la veracidad de su testimonio, llegando a insinuar que las heridas fueron debidas a una agresión de su propio marido. En un videorreportaje de la CNN se mostraron las abrasiones faciales sufridas por Yoani Sánchez.
Dos semanas después, Reinaldo Escobar convocó al principal agresor, Rodney Mejías, a un «duelo verbal» en el mismo lugar donde su esposa había sido introducida en el vehículo. Se presentaron varios centenares de partidarios del gobierno cubano que comenzaron a golpear a Reinaldo al tiempo que gritaban «Viva Fidel»  y «Viva la revolución». La agresión fue grabada por varios medios de comunicación extranjeros y se comunicó en un cable de la Sección de Intereses de los Estados Unidos en La Habana filtrado por Wikileaks. El gobierno cubano reaccionó mandando mensajes de correo electrónico a los periodistas extranjeros desmintiendo esa versión de los hechos. Según informaron, los agentes de la seguridad sacaron del lugar a Reinaldo «para que no sufriera la ira de un pueblo que se ha cansado de tantas provocaciones».

#### Barack Obama responde a siete preguntas de Yoani Sánchez

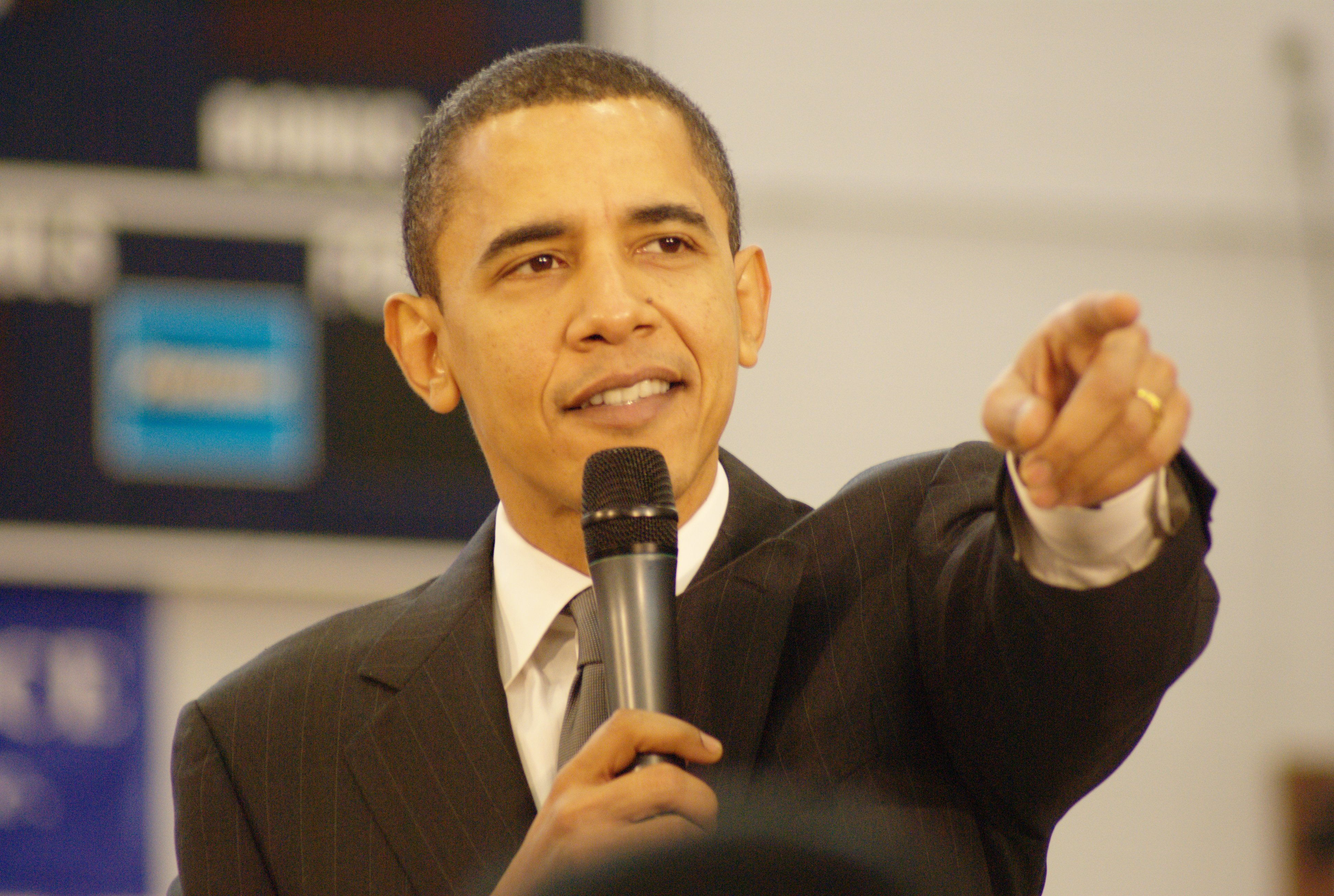
Barack Obama a Yoani Sánchez: "Tu blog ofrece al mundo una ventana particular a las realidades de la vida cotidiana en Cuba".

En 2009 Sánchez hizo llegar al presidente estadounidense Barack Obama un listado de siete preguntas orientadas a facilitar la superación del conflicto entre Cuba y Estados Unidos. Entre ellas se incluía la pregunta de si Obama estaría dispuesto a visitar su país.  En noviembre Obama le contestó y entonces ella aprovechó para plantear en su blog siete preguntas sobre el mismo tema al presidente cubano Raúl Castro. La respuesta completa de Obama salió publicada en Generación Y.
La página oficial del Departamento de Estado norteamericano puso enlaces a Generación Y, a las preguntas de Yoani y las respuestas de Obama.

#### Carta de Yoani Sánchez leída en Cámara de Representantes de Estados Unidos
El 19 de noviembre se celebró una tempestuosa sesión en la Cámara de Representantes, donde se discutía sobre el levantamiento de las restricciones a los viajes de estadounidenses a Cuba. Un grupo de parlamentarios republicanos de Florida, opuestos al levantamiento invocaron a la bloguera, recordando la agresión que esta había sufrido una semana antes. Entonces el presidente del Comité de Asuntos Exteriores de la Cámara tomó la palabra y, mostrando una carta que le había enviado Yoani Sánchez, leyó un fragmento de la misma donde abogaba por el levantamiento de las restricciones.

### Año 2010

#### Entierro de Zapata
El 23 de febrero, tras 85 días en huelga de hambre, falleció el disidente encarcelado Orlando Zapata y dos días después la bloguera fue detenida por fuerzas de seguridad cuando se disponía a acudir al sepelio que se celebraba en Banes. Aunque liberada horas más tarde, no se le permitió asistir al entierro. Durante la detención sufrió maltratos policiales que quedaron registrados en su móvil activado en modo de grabación sin que se percatasen los policías. Sánchez presentó una denuncia con la grabación y los testimonios de otros detenidos, a la que no obtuvo respuesta, a pesar de que se superó ampliamente el plazo de 60 días que la ley establece para que la fiscalía responda.

#### La Academia Cubana de la Lengua contra Yoani Sánchez
Entre el 2 y el 5 de marzo estaba prevista la celebración del V Congreso Internacional de la Lengua Española en la ciudad chilena de Valparaíso, a la que Sánchez había sido invitada para impartir una charla sobre Twitter. La Academia Cubana de la Lengua decidió no asistir al evento en protesta por la invitación a Sánchez, objetando que «el Congreso podría convertirse en un foro político y mediático más que científico». Finalmente, Yoani Sánchez no pudo acudir al congreso por no recibir el permiso de salida del gobierno cubano. Por lo demás, el congreso se tuvo que suspender debido a un devastador terremoto que asoló Chile cuatro días antes de su comienzo.

#### Prohibición del libroCuba Libre
En marzo las autoridades cubanas confiscaron diez ejemplares del libro escrito por Sánchez Cuba Libre, que había mandado por correo la editorial argentina Marea a su autora. Más tarde, el presidente de Jóvenes Líderes, el chileno Maximiliano Raide, fue detenido en el aeropuerto de La Habana cuando intentaba introducir un ejemplar de esa obra.
En un escrito oficial el inspector de control aduanal comunicó a Sánchez el siguiente motivo de la confiscación de los libros:

Es cierto que el contenido del libro titulado Cuba Libre atenta contra los intereses generales de la nación, toda vez que defiende que en Cuba son necesarios ciertos cambios políticos y económicos para que sus ciudadanos puedan disponer de mayor bienestar material y alcanzar la realización personal, extremos totalmente contrarios a los principios de nuestra sociedad (sic).

#### Participación en debate del Parlamento Europeo
En marzo participó, vía videoconferencia, en un debate en el Parlamento Europeo organizado por el Grupo de Los Verdes, donde denunció el acoso que sufren los blogueros cubanos independientes.

#### Participación en el Foro de Oslo por la libertad
En abril Sánchez participó como conferenciante vía Internet en el Oslo Freedom Forum, un congreso de la Human Rights Foundation que se celebra anualmente en la capital noruega, con participación de personalidades mundiales que destacan en la defensa de los derechos humanos, tales como el premio Nobel de la Paz y expresidente de Polonia Lech Walesa, el fundador de Wikipedia Jimmy Wales, Julian Assange y Garry Kaspárov. Yoani Sánchez fue la única conferenciante que no pudo asistir en persona.

#### Filtraciones de Wikileaks
En noviembre, a través de la filtración de documentos diplomáticos de los Estados Unidos publicada por WikiLeaks, se conoció que un cable diplomático de los Estados Unidos originado en La Habana y fechado en abril de 2009 indicaba que «es la joven generación de "disidentes no tradicionales", tales como Yoani Sanchez, la que más probablemente tendrá un mayor impacto a largo plazo en la Cuba post-Castro». Más tarde se revelaron otros dos cables diplomáticos confidenciales con el mismo origen. El primero, fechado en septiembre de 2009, reporta una visita de la funcionaria del Departamento de Estado Bisa Williams al domicilio de Sánchez, donde esta defiende el levantamiento del embargo comercial de Estados Unidos contra Cuba, y el segundo, de enero de 2010, habla de su relevancia en una sección dedicada a los blogueros.

### Año 2011

#### Brigada cibernética contra Yoani Sánchez
En febrero Sánchez difundió un video filtrado por un desconocido, donde se muestra una disertación sobre lucha cibernética contra la disidencia cubana impartida a un auditorio de militares. En esa charla, un oficial de la contrainteligencia, identificado como Eduardo Fontes Suárez, traza orientaciones para neutralizar el impacto de la blogosfera alternativa cubana prestando mucha atención a Sánchez. El conferenciante indicó: "ahora tenemos un departamento que trabaja contra los blogueros". También señaló que los blogueros cubanos como Yoani Sánchez forman parte de una campaña de Estados Unidos para socavar el gobierno de Raúl Castro, y que los premios que recibe Sánchez los promueve Washington como una forma de pago.

#### Yoani Sánchez supera los cien mil seguidores en Twitter
También en febrero, los seguidores de Yoani Sánchez en Twitter superaron los cien mil, más que los de Fidel Castro entonces, que alcanzó esa cifra con sus reflexiones un mes más tarde. En mayo, Sánchez fue invitada a la celebración del Día Mundial de Internet en la Casa de América de Madrid, donde participó por videoconferencia y Twitter desde la Embajada Española al no poder estar presente en persona. Respondió a numerosas preguntas de los asistentes y destacó la importancia de Twitter como medio de expresión en sociedades represivas.

#### Generación Y desbloqueado
El acceso a Generación Y en Cuba se restableció en febrero de 2011, después de casi tres años de permanecer bloqueado, noticia que fue celebrado por Reporteros sin Fronteras.

#### Michelle Obama y Hillary Clinton hablan de Yoani Sánchez
Durante la entrega en ausencia del Premio Internacional a las Mujeres de Coraje a Yoani Sánchez, la primera dama de los Estados Unidos, Michelle Obama, destacó que la bloguera "ha seguido adelante pese a ser perseguida por el gobierno cubano, contando la historia que otros no pueden contar", mientras que la secretaria de Estado, Hillary Clinton, señaló:

Ha usado la tecnología para promover un cambio positivo. Ha creado un espacio interactivo para el intercambio de ideas y la libre expresión. Ha dado voz a las preocupaciones y aspiraciones de sus conciudadanos. Y, como están aprendiendo los gobiernos en todo el mundo, no se puede parar Internet. Así sus palabras, a pesar de los esfuerzos de su gobierno, se están traduciendo a otros idiomas, se recogen y se divulgan porque la libertad no conoce fronteras. Ella merece nuestra gratitud por demostrarlo una y otra vez.

#### Encuentro con el expresidente estadounidense Jimmy Carter
En marzo Jimmy Carter pasó unos días en Cuba, haciendo una visita a los hermanos Castro y a varios disidentes cubanos. Yoani Sánchez le expresó en esa oportunidad la necesidad para los cubanos de libertad de expresión y de internet.

#### Acusaciones contra Yoani Sánchez en la televisión cubana
Ese mismo mes, la televisión cubana comenzó a emitir en horario estelar el minidocumental Razones de Cuba, donde, en el capítulo Ciberguerra, se acusó a Sánchez de liderar una guerrilla cibernética subversiva patrocinada por los Estados Unidos y financiada con los premios recibidos. Sánchez respondió en su blog publicando en video una serie de coloquios denominada Razones ciudadanas, filmados en su propia casa.

#### Yoani Sánchez, madrina de la primera boda transexual cubana
El 13 de agosto se celebró la primera boda no convencional cubana entre Wendy Irepa, un transexual operado en Cuba gracias al Centro Nacional de Educación Sexual (CENESEX) dirigido por Mariela Castro, e Ignacio Estrada, un homosexual seropositivo disidente. A pesar de que las bodas homosexuales están prohibidas en ese país, la de Wendy e Ignacio fue posible porque, gracias al mencionado Centro, la identidad sexual en el documento de Wendy Irepa había sido cambiado de hombre a mujer. Irepa trabajó activamente en el CENESEX en estrecha colaboración con la hija del presidente cubano, pero abandonó la organización después de que Mariela Castro censurara su unión por tratarse de un disidente. Los novios hicieron coincidir simbólicamente la fecha de la boda con el cumpleaños de Fidel Castro y eligieron como padrinos a Yoani Sánchez y su marido. Al matrimonio estuvieron invitados las Damas de Blanco y numerosos disidentes, además de Mariela Castro, que no asistió.

### Año 2012

#### Yoani Sánchez propuesta alPremio Nobelde la Paz
En enero el partido español Unión Progreso y Democracia propuso a Yoani Sánchez y a Oswaldo Payá al Premio Nobel de la Paz, que ese año fue finalmente concedido a la Unión Europea.

#### Portada de la página sobre derechos humanos del gobierno estadounidense
En abril Sánchez ocupó la portada de la página sobre derechos humanos del gobierno norteamerciano, y la portavoz del Departamento de Estado, Victoria Nuland destacó su labor en una rueda de prensa.

### Año 2013
Las autoridades cubanas impidieron a Sánchez viajar fuera del país en 20 ocasiones desde que comenzó a escribir el blog Generación Y, desatendiendo las gestiones de políticos extranjeros. Pero gracias a la nueva ley migratoria que entró en vigor el 14 de enero, pudo viajar al mes siguiente. El 17 de febrero dio comienzo a una gira por varios países —Brasil, México, Perú y Estados Unidos en América, así como la República Checa, Alemania, Suecia, Suiza, Italia y España, en Europa— y que durará 80 días. Yoani Sánchez aseguró que no teme que las autoridades no la dejen regresar. "Yo reúno todos los requerimientos legales para el retorno. Si me impidieran la entrada legal, lo único que me convertirían es en una balsera en dirección contraria, así es que no creo que lo hagan", comentó.
En Brasil, activistas de diversos partidos de izquierda se movilizaron contra la visita de Sánchez y lograron que se suspendiera el primer acto programado de la disidente cubana. Cerca de 50 manifestantes, portando carteles en defensa del gobierno de Cuba, ocuparon el 18 de febrero la sala del Museo del Saber de la ciudad Feira de Santana, donde estaba programada la exhibición del documental Conexión Cuba-Honduras, que incluye una entrevista con Sánchez. La película trata de las restricciones a la libertad de expresión en diferentes países y está dirigida por Dado Galvao, el brasileño que organizó varias campañas en su país para pedir que Sánchez fuera autorizada a salir de Cuba y que ha programado parte de la agenda de la bloguera.

### Año 2014
El traductor oficial de Yoani Sánchez para La Stampa, el italiano Gordiano Lupi, ha escrito una carta abierta en contra de la bloguera, anotando que ya no la traduce más; en esa carta, Lupi la acusa de pretender solo dinero y fama, en contra de todo interés democrático y político. Afirma que el hecho de ya no traducirla "le ha convertido en un hombre libre que hasta ayer no podía decir lo que pensaba". Gordiano Lupi dice en su carta abierta 

me he dado cuenta de que he tratado con una persona que le da la máxima prioridad a intereses para nada idealistas. Una bloguera que vive su vida tranquila, que en Cuba nadie conoce y nadie hostiga, que no es amenazada, encarcelada, silenciada, que no tiene problemas para entrar y salir de su país”.

El día 21 de mayo, Yoani Sánchez lanzó la web 14ymedio, un diario independiente "hecho en Cuba".

## Controversias
Yoani Sánchez es vista por una parte de la población como una luchadora por la libertad de expresión en un entorno difícil, mientras que los partidarios de la Revolución cubana son muy críticos con su labor por considerar que atenta contra el país y su gobierno. Esta polarización de las opiniones conduce a informaciones contradictorias. Se pueden encontrar opiniones fuertemente hostiles en blogs y medios informativos oficialistas cubanos, en los que ha sido acusada, entre otras cosas, de: incitar a la violencia; ser una mercenaria, denigrar a la revolución y alentar a la subversión interna; injuriar a Cuba y enviar mensajes diseñados bajo los principios de la ciberguerra de El Pentágono; también se ha dicho que su servidor hospeda webs de ultraderecha y neonazis.
El diario Granma, órgano oficial del gobierno cubano, la ha acusado de ser un «instrumento mediático» del Grupo PRISA, además de cuestionar los premios que le han sido concedidos en el extranjero.
En una entrevista realizada en mayo de 2008 por el diario El País, le preguntaron si había sufrido represalias desde que comenzó a escribir en su página. Contestó: «Nadie ha tocado en mi puerta, lo cual no significa que no pasen cosas. Podría decir que me vigilan, que intervienen mi teléfono, que asustan a mis amigos, pero no tengo pruebas. Son especulaciones a partir de cosas que pasan. Quizás la única represalia concreta ha sido no permitirme viajar a España a recoger el premio del diario.»
Dos años más tarde, después de haber denunciado hostigamiento y agresiones, declaró: «Soy acosada, mi teléfono está intervenido, he sido amenazada, secuestrada en dos ocasiones, advertida policialmente y no tengo ninguna duda de que en una oficina se suma cada día una hoja nueva a un expediente que algún día estará ante un Tribunal, lo que pasa es que esto es una cuenta contrarreloj y yo tengo el convencimiento interior de que, antes de que eso ocurra, habrá un cambio en mi país».

## Pensamiento
Yoani Sánchez expone en su blog los problemas de la sociedad cubana. Sostiene que será posible resolverlos permitiendo un diálogo libre entre cubanos de todas las opiniones, sin marginaciones ideológicas, para que puedan aflorar las mejores soluciones. Considera que en Cuba no existe un sistema socialista sino un capitalismo de Estado y rechaza la disyuntiva capitalismo-socialismo para su futuro, que desea que sea más participativo, más ciudadano y más democrático.
Ha mostrado su rechazo al embargo estadounidense contra Cuba y a las restricciones de los viajes de los cubanos, tanto las impuestas por el gobierno propio como por el de los Estados Unidos. También rechaza la injerencia de los Estados Unidos en los asuntos cubanos.

## Otros proyectos
El 28 de enero de 2009, Yoani Sánchez lanzó Voces cubanas,  proyecto de periodismo ciudadano que provee una plataforma independiente para aquellos blogueros que deseen expresarse sobre la realidad cotidiana de la isla. En una entrevista a Global Voices, dijo: «Es un sitio web en donde todos aquellos que quieran expresar ideas, poner sus proyectos online, puedan hacerlo. Nace y está inspirado en la experiencia que obtuvimos a través de la administración de otros sitios, pero no hay una política editorial que lo guíe, más bien cada blogger es su propio director, editor e incluso censor». Voces cubanas cuenta actualmente con 40 blogs. Yoani Sánchez es la embajadora cubana de la Fundación Internacional de Jóvenes Líderes, localizada en Argentina.

## Premios y menciones
| Año  | País                     | Otorgado por                                             | Premio / mención                                                                             |
| ---- | ------------------------ | -------------------------------------------------------- | -------------------------------------------------------------------------------------------- |
| 2008 | España                   | El País                                                  | Premio Ortega y Gasset de Periodismo digital (15.000 €).                                     |
| 2008 | España                   | El País                                                  | 100 Hispanoamericanos más Importantes en 2008                                                |
| 2008 | Estados Unidos           | Time Magazine                                            | 100 Personas más influyentes del Mundo 2008                                                  |
| 2008 | Estados Unidos           | Foreign Policy                                           | 10 Intelectuales más Influyentes de Latinoamérica en 2008                                    |
| 2008 | México                   | Gatopardo                                                | Los 10 personajes de 2008                                                                    |
| 2008 | Alemania                 | Deutsche Welle                                           | The BOBs                                                                                     |
| 2009 | Estados Unidos           | Time Magazine / CNN                                      | 25 Mejores Blogs de 2009                                                                     |
| 2009 | Suiza                    | Foro Económico Mundial                                   | Premio Jóvenes Líderes Globales                                                              |
| 2009 | Estados Unidos           | Universidad de Columbia                                  | Premio María Moors Cabot ($ 5.000)                                                           |
| 2009 | Estados Unidos           | Fundación Panamericana para el Desarrollo                | Premio Héroes del Hemisferio 2009                                                            |
| 2009 | México                   | TV Azteca                                                | Tercer Premio en el Concurso de Ensayo Caminos de la Libertad ($5.000)                       |
| 2009 | Cuba (exiliados cubanos) | Consejo por la Libertad de Cuba                          | Héroe de la Patria                                                                           |
| 2009 | Estados Unidos           | PODER magazine, The American Business Council            | Premio a la Libertad de Prensa en las Américas                                               |
| 2009 | Argentina                | Fundación Internacional de Jóvenes Líderes               | Premio Jóvenes Líderes 2009                                                                  |
| 2009 | Reino Unido              | The Good Web Guide                                       | Blog del mes en diciembre de 2009                                                            |
| 2009 | España                   | El Diario Exterior                                       | Protagonista del año en América                                                              |
| 2010 | Estados Unidos           | Instituto Internacional de Prensa                        | Héroe Mundial de la Libertad de Prensa                                                       |
| 2010 | Argentina                | Editorial Perfil                                         | Premio Libertad de Expresión Internacional                                                   |
| 2010 | Dinamarca                | Centro Danés de Investigación Independiente (CEPOS)      | Premio a la Libertad CEPOS, (300.000 coronas danesas, unos 40.000 €)                         |
| 2010 | Holanda                  | Fundación Príncipe Claus para la Cultura y el Desarrollo | Premio Príncipe Claus de Periodismo, (25.000 €)                                              |
| 2010 | España                   | Universidad Pública de Navarra, Fundación Jaime Brunet   | Premio Internacional Jaime Brunet, (36.000 €)                                                |
| 2010 | España                   | 20 minutos                                               | La mujer más valiente de la tierra. Votada número uno por los lectores                       |
| 2010 | España                   | El Imparcial                                             | "Generación Y" "Top Ten" de lo mejor de Latinoamérica en 2010                                |
| 2011 | Internacional            | Congreso Iberoamericano sobre Redes Sociales             | Premio iRedes en categoría individual, (6.000 €)                                             |
| 2011 | Estados Unidos           | Departamento de Estado de los Estados Unidos             | Premio Internacional a las Mujeres de Coraje                                                 |
| 2011 | España                   | Wellcommunity                                            | 100 mujeres con talento digital                                                              |
| 2011 | Estados Unidos           | Foreign Policy en español                                | 10 nuevos rostros del pensamiento iberoamericano Segundo lugar por votación de los lectores. |
| 2011 | Estados Unidos           | Foreign Policy en español                                | Tuiteros más relevantes de Iberoamérica                                                      |
| 2011 | Estados Unidos           | Foreign Policy                                           | The FP Top 100 Global Thinkers (Los 100 pensadores globales más importantes de FP)           |
| 2011 | España                   | HazteOir                                                 | Premio HazteOir                                                                              |
| 2012 | Estados Unidos           | The Daily Beast                                          | 150 Fearless Women (150 mujeres sin miedo)                                                   |
| 2012 | España                   | Foreign Policy                                           | Los 10 intelectuales más influyentes de Iberoamérica, 2012                                   |

Sánchez expresó su intención de emplear el dinero de los premios en promover la fundación de un medio de comunicación independiente en Cuba.

## Publicaciones
- Sánchez, Yoani (2010). Cuba libre. Vivir y escribir en La Habana. Debate. p. 365. ISBN 978-9562583251. Traducido al inglés, francés, alemán, italiano y polaco. Este libro está prohibido en Cuba.

- Sánchez, Yoani (2010). De Cuba com carinho (en portugués). Contexto. p. 208. ISBN 978-85-7244-449-1.
- Sánchez, Yoani; Porter, M.J. (2011). Havana Real: One Woman Fights to Tell the Truth about Cuba Today (en inglés). Melville House. pp. 240. ISBN 978-1935554257.[182]
- Sánchez, Yoani (2011). WordPress. Un blog para hablar al mundo. Anaya Multimedia. pp. 464. ISBN 978-84-415-2892-5.

## Entrevistas
- En video
  - Yoani Sánchez - Oslo Freedom Forum 2010 English/español
  - Número Zero entrevista a Yoani Sánchez
  - Yoani, Agosto 2009 (italiano)
  - Entrevista de Ted Henken: Parte 1 - Orígenes, Parte 2 - DesdeCuba, Parte 3 - Polémica Intelectual & Analfabetos Informáticos, Parte 4 - Violencia Verbal & Periodismo Ciudadano, Parte 5 Evolución, Insultos, & Aplausos, Parte 6 - Blogs Favoritos dentro de Cuba, Parte 7 - Blogs Favoritos fuera de Cuba, Parte 8 - Obstáculos y Estrategias, Parte 9 - Red Ciudadana & Minidisk, Parte 10 Red Ciudadana & Traducción, Parte 11 - Financiamiento & Independencia, Parte 12 - Raúl Castro, Parte 13 - Obama y Cambio
- Entrevista de Tracey Eaton (2011) en Vimeo

- En audio
  - Imer (México): Entrevista a Yoani Sánchez

- Por escrito
  - Los internautas preguntan a Yoani Sánchez, El País
  - El desafío de una 'balsera virtual', La Nación
  - Yoani Sánchez: "Sueño con un país en el que quepamos todos" Archivado el 25 de marzo de 2022 en Wayback Machine., Prodiario
  - Yoani Sánchez: “Lo que más miedo me produce es vivir con miedo” (enlace roto disponible en Internet Archive; véase el historial, la primera versión y la última)., La Verdad
  - Yoani Sánchez: "La persecución del Gobierno ha ayudado a amplificar mi voz", Público